# Kiele Sanchez
Kiele Michelle Sanchez (født 13. oktober 1977) er en amerikansk skuespillerinde, der har blandt har medvirket som Nikki Fernandez i tv-serien Lost og er blevet casted til at medvirke i pilotafsnittet til American Broadcasting Companys kommende Football Wives.